# 조선 통신사

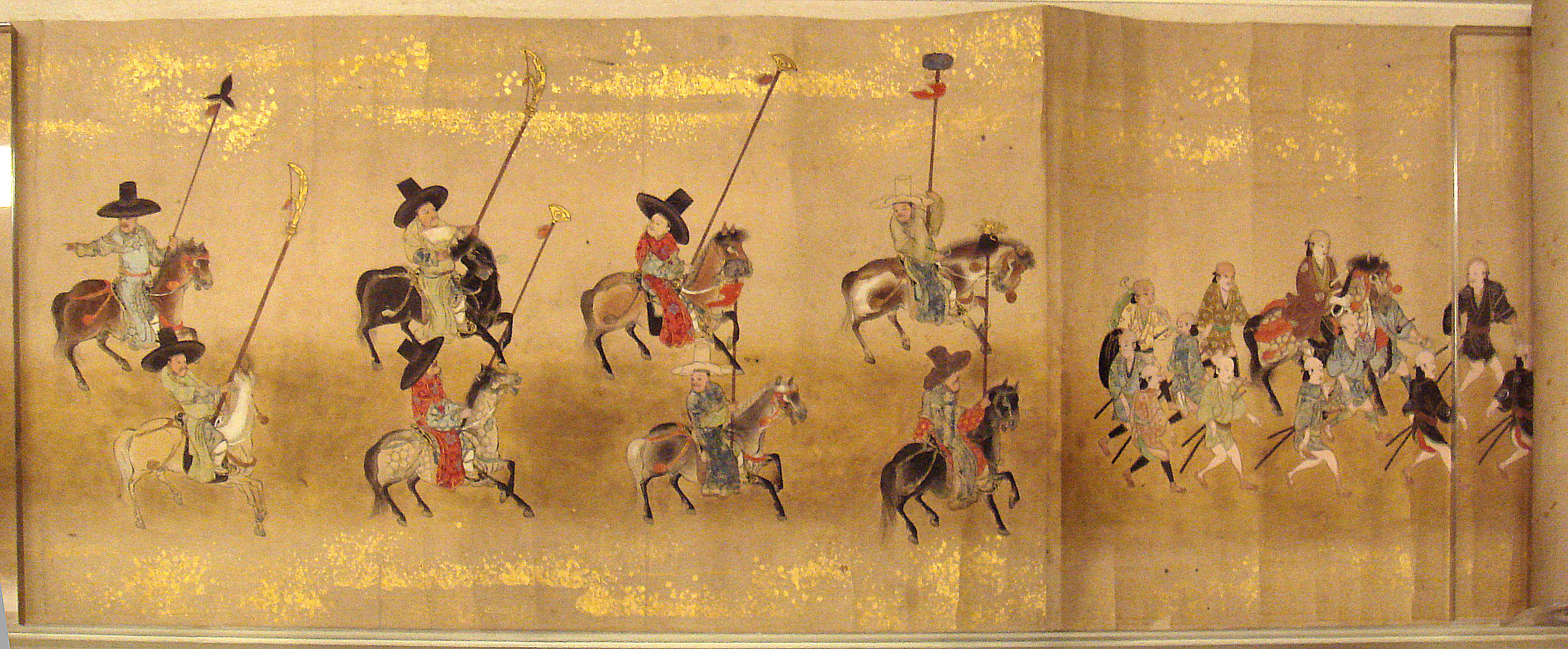
조선통신사 행렬도 (대영 박물관 소장)

조선통신사(朝鮮通信使)는 일반적으로 개화기 이전까지 조선이 에도 막부에 파견한 대규모 사절단을 지칭하는 명칭이다. 일본의 입장에선 무로마치 시대부터 에도 시대 후기까지 조선 통신사라고 불렀을 뿐 정확한 명칭은 통신사이다.

## 조선 전기의 통신사
일본 열도에 파견된 사신에게 붙은 통신사라는 명칭은 고려 시대에도 존재한 것으로 보이나, 임진왜란 이전까지는 통신사라는 명칭만을 사용하지 않고 회례사(回禮使), 보빙사(報聘使), 경차관(敬差官) 등의 명칭을 사용하였다. 임진왜란 이전의 통신사는 명나라라는 동일한 사대국을 가진 동등 외교 관계의 국가로서 파견하는 외교 사절로, 왜구의 단속 요청, 대장경의 증정 등을 주 임무로 삼았다. 그러나 조선 전기의 사절들 중에도 무로마치 막부의 새 쇼군의 즉위를 축하하기 위한 목적의 사절들이 있었다.
1510년 중종 5년 발생한 삼포왜란을 계기로 세종 이후 파견되던 일본과의 사절 왕래는 끊겼으나 선조 때 도요토미 히데요시의 끈질긴 요청으로 다시 파견하게 된다.
1590년 일본의 교토에 파견된 통신사는 일본을 통일한 도요토미 히데요시의 조선 침공을 탐지할 목적으로 위해 파견된 중요한 특사였다. 조선은 서인의 대표인 정사 황윤길과 동인의 대표인 부사 김성일과 역시 동인이었던 허성을 서장관으로, 정탁을 사은사로 차출하여 1590년 3월 6일 출발하였다. 정사와 부사는 일본 내에서도 대립하여 손발이 맞지 않는 모습을 보였다.
1591년 2월 21일(음력 1월 28일) 일본에서 귀환한 통신사 일행은 3월 조정에 상반된 보고를 내놓게 된다. 서인이었던 정사 황윤길과 동인이었던 서장관 허성은 “왜적들이 틀림없이 쳐들어 올 것이다”라고 주장을 하였고, 동인이었던 부사 김성일은 “침략의 징조를 발견하지 못하였는데, 황윤길이 장황하게 아뢰어 민심을 동요시킨다”는 의견을 내놓았고 조정에서는 그의 의견을 선택하게 된다. 그러나 도요토미 히데요시의 국서에는 이미 명나라를 침략한다는 ‘정명가도’가 있었기 때문에 조선 침략에 대한 암묵적인 대비는 이루어지고 있었다.

### 전기 통신사의 내역
| 연도              | 정사   | 부사   | 종사관 | 제술관 | 인원 | 특징                 |
| ----------------- | ------ | ------ | ------ | ------ | ---- | -------------------- |
| 1420년(세종 2년)  | 송희경 | -      | -      | -      | -    | 1420년 2월 28일 출발 |
| 1428년(세종 10년) | 박서생 | 이예   | 김극유 | -      | -    | -                    |
| 1439년(세종 21년) | 고득종 | 윤인보 | -      | -      | -    | -                    |
| 1443년(세종 24년) | 변효문 | 윤인보 | -      | -      | -    | -                    |
| 1590년(선조 23년) | 황윤길 | 김성일 | 허성   | -      | -    | 1590년 3월 6일 출발  |
| 1596년(선조 29년) | 황신   | 박홍장 | 이종성 | -      | 309  | 1596년 8월 26일 출발 |

- 제7차 교육과정 하에 2002년부터 발행된 중학교 국사 교과서에서는 전기 통신사의 내용은 다루지 않고, 후기 통신사의 내용만을 인정하고 있다.

## 조선 후기의 통신사

### 통신사의 재정비
전쟁이 끝난 뒤 조선은 일본과의 외교관계를 끊었으나, 도요토미를 대신하여 들어선 에도 막부는 도쿠가와 이에야스가 쓰시마 번을 통해서 조선과의 국교 재개를 요청해 왔다. 조선은 막부의 사정도 알아보고, 왜란 때 끌려간 포로들을 쇄환하기 위해 일본의 요청을 받아들여 1607년(선조 40년)에 강화를 맺었다.
그에 따라 1607년부터 1624년까지 3회에 걸쳐 사명당 유정을 비롯한 사절을 회답 겸 쇄환사(回答兼刷還使)라는 이름으로 파견하였는데, 이들의 주 임무는 일본과의 강화와 그 조건 이행의 확인, 일본의 내정 탐색, 조선인 포로 및 유민 송환 등이었다.
그 뒤 조·일 국교는 형식상 조선이 한 단계 높은 위치에서 진행되었다. 일본 사신의 서울 입경은 허락하지 않고 동래의 왜관에서 실무를 보고 돌아가게 하였다. 일본은 조선의 예조참판이나 참의에게 일본 국왕의 친서를 보내와 사신 파견을 요청해 오는 것이 관례였다. 이에 따라 일본은 60여 차에 걸쳐 차왜(差倭 : 일본에서 보내는 사신)를 보냈으나, 조선은 1607년부터 1811년에 이르기까지 12회에 걸쳐 일본에 통신사를 파견하여 약 250년간 평화관계를 지속했다. 통신사의 정사(正使)는 보통 참의급에서 선발되었으나 일본에 가서는 자위 또는 수상과 동격의 대우를 받았다.

### 후기 통신사 내역
| 회차 및 연도                                                 | 정사   | 부사   | 종사관 | 제술관 | 인원 | 특징                           |
| ------------------------------------------------------------ | ------ | ------ | ------ | ------ | ---- | ------------------------------ |
| 제1차 1607년(선조 40년)                                      | 여우길 | 경섬   | 정호관 | -      | 467  | 국교 회복                      |
| 제2차 1617년(광해군 9년)                                     | 오윤겸 | 박재   | 이경직 | -      | 428  | 오사카 전투 직후에 회답사 파견 |
| 제3차 1624년(인조 2년)                                       | 정립   | 강홍중 | 이계영 | -      | 300  | 도쿠가와 이에미쓰의 취임 축하  |
| 제4차 1636년(인조 14년)                                      | 임광   | 김세렴 | 황호   | 권칙   | 475  | 병자호란 중에 파견             |
| 제5차 1643년(인조 21년)                                      | 윤순지 | 조경   | 신유   | 박안기 | 462  | 도쿠가와 이에쓰나의 탄생 축하  |
| 제6차 1655년(효종 6년) 4월 20일- 1656년(효종 7년) 2월 20일   | 조형   | 유창   | 남용익 | 이명빈 | 488  | 도쿠가와 이에쓰나의 취임 축하  |
| 제7차 1682년(숙종 8년) 5월 8일-11월 16일                     | 윤지완 | 이언강 | 박경후 | 성완   | 475  | 도쿠가와 쓰나요시의 취임 축하  |
| 제8차 1711년(숙종 37년) 5월 15일- 1712년(숙종 38년) 3월 9일  | 조태억 | 임수간 | 이방언 | 이현   | 500  | 도쿠가와 이에노부의 취임 축하  |
| 제9차 1719년(숙종 45년) 4월 11일- 1720년(숙종 46년) 1월 24일 | 홍치중 | 황선   | 이명언 | 신유한 | 479  | 도쿠가와 요시무네의 취임 축하  |
| 제10차 1748년(영조 24년) 2월 12일-7월 13일                   | 홍계희 | 남태기 | 조명채 | 박경행 | 475  | 도쿠가와 이에시게의 취임 축하  |
| 제11차 1763년(영조 39년) 8월 3일- 1764년(영조 40년) 7월 8일  | 조엄   | 이인배 | 김상익 | 남옥   | 472  | 도쿠가와 이에하루의 취임 축하  |
| 제12차 1811년(순조 11년)                                     | 김이교 | 이면구 | -      | 이현상 | 336  | 도쿠가와 이에나리의 취임 축하  |

### 통신사의 파견 목적과 구성
조·일 국교가 수립된 뒤 1636년부터 1811년까지 9회의 통신사는 에도 막부의 새 쇼군이 취임할 때마다 그 권위를 국제적으로 보장받기를 원하는 막부의 요청으로 취임을 축하하는 것을 형식적인 임무로 삼아 파견되었으나, 그 외에 그 당시 정치·외교적인 현안에 관련된 협상을 하였다. 조선 후기의 통신사는 전기와 달리 조선과 일본이 함께 청나라라는 신흥 대륙 세력을 견제하는 한편, 서로를 독립국으로 인정하고 우호 관계를 유지한다는 의미를 가지고 있었다.
대략 4~5백 명의 통신사 일행을 맞이하는 데 1,400여 척의 배와 1만여 명의 인원이 일본 측에서 동원되고 접대비는 한 번(藩)의 1년 경비를 소비할 정도로 성대하였다.

### 통신사의 경로와 교류

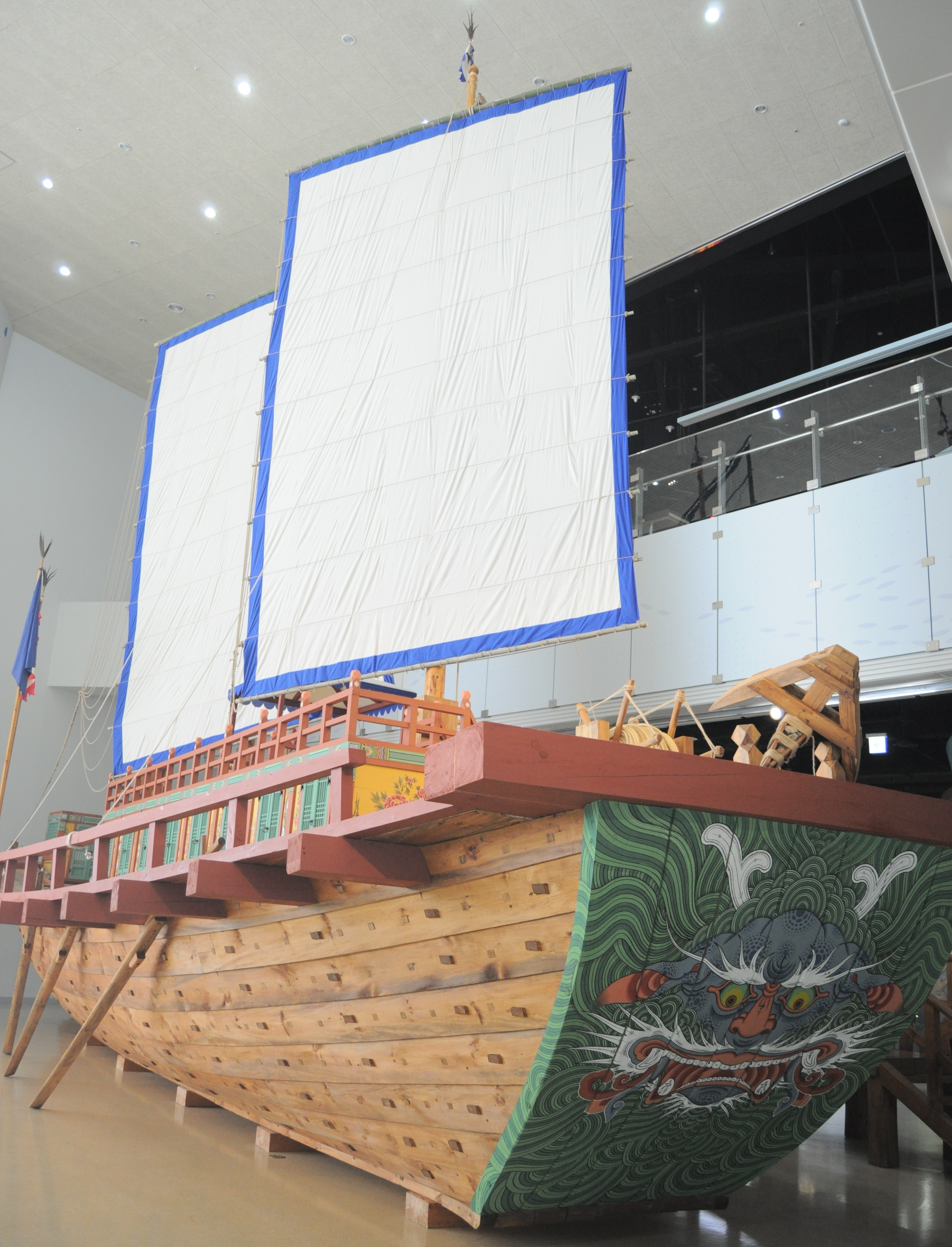
조선통신사선(船) - 1/2 크기로 복원 (국립해양박물관(부산) 소장)

조선 후기의 통신사는 처음에 양국의 평화를 유지하는 수단으로 파견되었지만, 평화가 오래 지속되어 그 역할이 사라지는 대신 문화적으로 선진 문물의 전달 창구로서의 조선 통신사의 역할이 강화되었다.
통신사 행렬이 한양에서 에도까지 왕복하는 데 6개월에서 1년 정도가 소요되었는데, 배로 부산에서 오사카에 이르고, 다음에는 육로로 갔다. 통신사가 지나는 각 번은 통신사를 국빈으로 대우하며 대접하였고, 일본 유학자 및 문인과의 교류, 그 외에도 일본 민중 문화에 끼치는 영향 또한 존재한 것으로 보인다. 조선 통신사가 일본에 남긴 유산으로는 당인의 춤(唐人誦), 조선 가마, 필담창화(筆談唱和)의 시문(詩文) 등을 들 수 있다. 아울러 일본으로부터 고구마, 고추, 토마토, 구리, 접부채, 양산, 벼루, 미농지(美濃紙) 등이 조선에 전래되었다.
통신사는 국왕의 외교문서인 서계(書啓)를 휴대하고, 인삼, 호피, 모시, 삼베, 붓, 먹, 은장도, 청심원 등을 예물로 가지고 갔다. 일본 전 국민적인 축제 분위기 속에서 통신사를 맞이하고, 성대한 향응을 베풀었으며, 통신사의 숙소에서 수행원으로부터 글이나 글씨를 받기 위해 몰려든 군중으로 인산인해를 이루었다. 1636년부터는 막부의 요청에 의해 마상재(馬上才)로 불리는 2명의 광대를 데리고 가서 쇼군 앞에서 곡예를 연출했는데, 그 인기가 대단하여 곡마 묘기나 통신사의 행진을 자개로 새긴 도장주머니가 귀족 사이에 널리 유행하였다.
일본의 화가들은 다투어 통신사 일행의 활동을 대형 병풍, 판화, 두루마리 그림 등으로 그렸는데 수많은 작품이 지금까지도 전해지고 있으며, 통신사가 준 사소한 선물을 귀중하게 간직하여 지금 문화재로 지정되어 있는 것이 적지 않다. 통신사가 한 번 다녀오면 일본 내에 조선 붐이 일고, 일본의 유행이 바뀔 정도로 일본 문화 발전에 심대한 영향을 주었다.
일본인 아라이 하쿠세키(新井白石) 같은 지식인은 통신사에 대한 환대가 중국 사신보다도 높은 데 불만을 품고 이를 시정할 것을 막부에 요청하기도 하였으나 받아들여지지 않았다. 일본에서 18세기 후반 이후 일본의 국수정신을 앙양하기 위해 《일본서기(日本書紀)》를 새로이 연구하는 국학(國學) 운동이 일어난 것을 일본 지식인의 조선 붐에 대한 견제 심리가 작용한 것으로 보는 시각도 있다.
한편, 일본에 다녀온 통신사는 일본에서 겪은 견문을 기록하여 많은 견문록이 전하고 있다.

### 일본이 조선에 준 영향
일본에 평화가 정착된 에도 시대 이후 문화와 경제가 성장함에 따라, 18세기 이후에는 일본과의 문화교류가 일방적인 것만은 아니었다.
1711년 통신사의 정사로 일본에 간 조태억은 당시 일본의 최고 유학자인 아라이 하쿠세키와 필담을 하였는데, 동서 양양의 지식에 해박했던 아라이의 학문과 세계관이 조선통신사에 크게 인상적이었다고 한다. 그리고 통신사의 수행원들이 남긴 기록에 따르면, 일본의 발전상에 대한 찬사가 상당수 있다.
그리하여 이러한 일본의 발전상은 조선의 학문계에도 영향을 끼쳤고, 북학파의 거두인 박제가는 청나라뿐만 아니라 일본을 예로 들어 해외무역의 중요성을 설파했다. 학문적으로도 일본의 유학 사조인 고학(古學)의 연구성과가 조선에 들어와 정약용 등을 비롯한 실학자에게 많은 영향을 끼쳤다.

### 역지통신과 그 이후
마지막 통신사 파견이었던 1811년의 통신사는 양국의 재정이 불안하여 대마도에서 역지통신(易地通信)으로 거행되었으며, 그 이후의 통신사 파견은 경제적인 부담에 점점 노골화되는 서구 열강의 문호 개방 요구로 통신사를 파견하거나 영접할 처지가 아니었다.
그 후 일본에서는 국학 운동이 해방론(海防論)으로 발전하고, 다시 19세기 중엽 메이지 유신 등으로 인하여 일본이 개화하고 난 뒤에는 조선을 무력으로 침략하자는 정한론이 대두하기 시작하였다. 그 연장선상에서 1876년의 운요호 사건이 일어나게 된다.

## 통신사를 보는 관점
일본의 사학계 일각에서 조선 통신사를 조공 사절로 보는 경향이 있는데, 이는 조선 통신사에 대응할 만한 일본 측 사절단의 파견이 없었다는 점에 따르고 있다. 그러나 조선의 건국 이래 개항할 때까지 외교정책은 성리학적 외교원칙인 사대교린으로서, 중화에 버금가는 소중화를 자처하고 있었던 조선으로서는 여진, 일본, 류큐 등은 어디까지나 교린의 대상이었지, 결코 사대의 대상이 될 수 없었다.
따라서 통신사 파견에 대한 일본학계의 자의적인 해석은 나올 수 있어도, 당시의 조선이 사대의 목적으로 통신사를 파견했다는 것은 이치에 맞지 않는다.
조선 후기에 통신사 파견 요청 자체가 전적으로 에도 막부 측의 강력한 요청에 따른 것이었으며, 임진왜란 이전까지는 그에 대응할 만한 일본국왕사가 있었다. 또한 그 이후에는 임진왜란 당시 도요토미 히데요시의 조선 침공군이 일본국왕사의 상경로로 침공한 일에 대한 응분의 조치로 일본 사절단의 상경을 거부하였기 때문에, 일본 막부 측에서 조선 국왕의 즉위를 축하하기 위해 대마도로 하여금 대차왜(大差倭)를 파견하게 하였다.
원중거 등 파견된 통신사 중 일부는 일본의 이중적인 권력 구조를 파악하고 나서 비록 실권 없이 상징적이기는 하나, 형식상 쇼군을 임명하는 국가의 상징이 되어 있는 군주, 천황의 존재를 의식하여, 후일에 막부를 타도하고 군주를 옹립하려는 움직임이 일본에서 일어나면, 형식상 군주의 신하인 쇼군과 동등한 지위를 맺고 있는 조선 국왕에 대해서 외교의례적 문제가 반드시 있을 것이라고 예견하였다. 이 예견은 실제로 메이지 유신으로 말미암아 현실화되었다.
이 또한 19세기에 들어 조선 통신사의 파견이 중단된 하나의 요인이 되었다고 볼 수 있다.

## 현대의 통신사의 재발견과 연구
해방 이후의 치열한 역사로 인하여 통신사를 재발굴하기가 쉽지 않은 상황이었으나, 1970년대에 재일 한국인 학자들이 통신사 유적이나 문헌의 재발견에 주력하였다. 기대 이상으로 일본 내국인들의 호응도가 높았다. 처음에 대마도에서, 그 다음에 혼슈 각지의 통신사 연고지에서 조선 통신사 이벤트가 열렸고, 다시 한일 공동 행사로 승화되고 있다.
2011년 4월 21일 부산광역시 동구 범일동에 조선 통신사 역사관이 개관되었다.

## 통신사가 지나간 길
| 국가 | 도/현      | 지역                                     | 비고 |
| ---- | ---------- | ---------------------------------------- | --- |
| 조선 | 서울       | 서울                                     | 창덕궁에서 발대식을 거행하고 출발. |
| 조선 | 경상도     | 부산                                     | 영가대에서 안전을 기원하고 출항. 여기서부터 오사카까지 해로 이동한다. |
| 일본 | 나가사키현 | 쓰시마 번(쓰시마국) 후추(府中)           | 이곳부터는 쓰시마 번주 소씨가 안내하기 시작함. 숙소는 세이잔지(西山寺), 고쿠분지(国分寺). |
| 일본 | 나가사키현 | 히라도번(이키국) 가쓰모토우라(勝本浦)    | 이곳부터는 히라도 번주 마쓰라씨가 안내하기 시작함. 숙소는 가쓰모토우라 아미타당(阿弥陀堂). |
| 일본 | 후쿠오카현 | 후쿠오카번(지쿠젠국) 아이노시마          | 이곳부터는 후쿠오카 번주 구로다씨가 안내하기 시작함. 숙소는 아이노시마 객관. |
| 일본 | 야마구치현 | 조슈번(나가토국) 아카마가세키            | 이곳부터 가미노세키까지는 조슈 번주 모리씨가 안내하기 시작함. 숙소는 아미타지(阿弥陀寺), 인조지(引接寺). (이후 오사카까지 세토 내해를 따라간다.)                                                                                   |
| 일본 | 야마구치현 | 조슈 번(스오국) 가미노세키               | 숙소는 가미노세키 오차야관(조슈 번영빈관). |
| 일본 | 히로시마현 | 히로시마번(아키국) 가마가리(가마가리 정) | 이곳부터는 히로시마 번주 아사노씨가 안내하기 시작함. 숙소는 오차야관(히로시마 번영빈관). |
| 일본 | 히로시마현 | 후쿠야마 번(빈고국) 도모(도모 정)        | 이곳부터는 주로 빈고 후쿠야마 번주가 안내하기 시작함. 숙소는 후쿠젠지(福禪寺) 경내. |
| 일본 | 오카야마현 | 오카야마번(비젠국) 우시마도              | 이곳부터는 오카야마 번주 이케다씨가 안내하기 시작함. 숙소는 혼렌지(本蓮寺), 오차야관(오카야마 번영빈관). |
| 일본 | 효고현     | 히메지번(하리마국) 무로쓰                | 이곳부터는 히메지 번주가 안내하기 시작함. 숙소는 오차야관(히메지 번영빈관). |
| 일본 | 효고현     | 아마가사키번(셋쓰국) 효고                | 이곳부터는 아마가사키 번주와 오사카 정봉행이 안내하기 시작함. 숙소는 하마혼진, 아미타지. |
| 일본 | 오사카부   | 기시와다번(셋쓰 국) 오사카               | 이곳부터는 초기에는 오사카 정봉행, 기시와다 번에 오카베씨가 기시와다 번주로서 전봉오고 나선 오카베씨가 안내하기 시작함. 숙소는 니시혼간지 쓰무라베쓰인(기타미도) (여기서부터는 육로로 이동한다. 이후 요도강을 따라 교토까지 간다.) |
| 일본 | 교토부     | 요도번(야마시로국) 요도                  | 이곳부터는 요도 번주가 안내하기 시작함. 숙소는 고치소야시키(御馳走屋敷) (교토에서 에도까지의 통신사 행로는 도카이도 본선과 거의 일치한다.)                                                                                         |
| 일본 | 교토부     | 야마시로 국 교토                         | 이곳부터는 교토 쇼시다이와 제제번주가 안내하기 시작함. 숙소는 주로 혼코쿠지를 사용하였으며 1차부터 3차까지는 다이토쿠지를 9차에는 혼노지를 사용하였다.                                                                             |
| 일본 | 시가현     | 제제 번(오미 국) 모리야마                | 이곳부터는 이시카와씨(제제 번, 이세 가메야마 번)가 안내역을 가업으로 삼아 통신사를 안내하였다. 숙소는 도몬인(東門院). |
| 일본 | 시가현     | 히코네번(오미 국) 히코네                 | 이곳부터는 히코네 번주 이이씨가 안내하기 시작함. 숙소는 히코네성하 소안지(宗安寺). (조선인가도(朝鮮人街道)) |
| 일본 | 기후현     | 오가키번(미노국) 오가키                  | 이곳부터는 오가키 번주 도다씨가 안내하기 시작함. 숙소는 알려지지 않음. |
| 일본 | 아이치현   | 오와리번(오와리국)나고야                 | 이곳부터는 오와리 번주 도쿠가와씨가 안내하기 시작함. 숙소는 다이유산 쇼코인(大雄山性高院) |
| 일본 | 아이치현   | 오카자키 번(미카와국) 오카자키           | 이곳부터는 오카자키 번주가 안내하기 시작함. 숙소는 고치소야시키(오카자키 번영빈관) |
| 일본 | 아이치현   | 요시다 번(미카와 국) 요시다              | 이곳부터는 미카와 요시다 번주가 안내하기 시작함. 숙소는 알려지지 않음. |
| 일본 | 시즈오카현 | 하마마쓰번(도토미국) 하마마쓰            | 이곳부터는 하마마쓰 번주가 안내하기 시작함. 숙소는 알려지지 않음. |
| 일본 | 시즈오카현 | 가케가와번(도토미 국) 가케가와           | 이곳부터는 가케가와 번주 등이 안내하기 시작함. 숙소는 민가로 알려져있다. |
| 일본 | 시즈오카현 | 다나카번(스루가국) 후지에다              | 이곳부터는 다나카 번주 등이 안내하기 시작함. 숙소는 다이케이지(大慶寺). |
| 일본 | 시즈오카현 | 스루가 국 오키쓰                         | 이곳부터는 고치소를 맡은 다이묘가 안내하기 시작함. 숙소는 세이켄지(淸見寺), 오차야(영빈관). |
| 일본 | 시즈오카현 | 이즈국 미시마                            | 이곳부터는 고치소를 맡은 다이묘가 안내하기 시작함. 숙소는 세고혼진(世古本陣). |
| 일본 | 가나가와현 | 오다와라번(사가미국) 하코네              | 이곳부터 오다와라 번까지 오다와라 번주가 안내하기 시작함. 숙소는 알려지지 않음. |
| 일본 | 가나가와현 | 오다와라 번(사가미 국) 오다와라          | 숙소는 가타오카혼진(片岡本陣). |
| 일본 | 가나가와현 | 사가미 국 후지사와                       | 이곳부터는 고치소를 맡은 다이묘가 안내하기 시작함. 숙소는 마이타혼진(蒔田本陣). |
| 일본 | 가나가와현 | 무사시국 가나가와                        | 이곳부터는 고치소를 맡은 다이묘가 안내하기 시작함. 숙소는 이시이혼진(石井本陣). |
| 일본 | 도쿄도     | 무사시 국 시나가와                       | 이곳부터는 고치소를 맡은 다이묘가 안내하기 시작함. 숙소는 도카이지(東海寺). (대부분의 종점이었으며, 3번 정도는 닛코까지 이동하였다.)                                                                                               |
| 일본 | 도쿄도     | 무사시 국 에도                           | 쇼군 알현. 숙소는 아사쿠사혼간지(浅草本願寺). |

## 같이 보기
| - 조선통신사문화사업회 - 강항(姜沆) - 간양록(看羊錄) - 일본의 성리학 - 해유록 - 조선 쇄환사 - 피로인 - 수신사 - 이의양 필 산수도 - 조완벽 - 여대남 | - 제술관 - 여우길 - 오윤겸 - 경섬 - 고득종 - 송희경 - 황윤길 - 김성일 - 허성 - 임광 - 윤순지 | - 겸당일력 - 봉별시고 - 조엄 - 고구마 - 홍치중 - 김선신 - 김이교 - 이면구 - 이현상 | - 아메노모리 호슈 - 마쓰다이라 아키노리 - 쓰치야 마사나오 - 마쓰자키 고도(松崎慊堂) - 다테 무라토키(伊達村候) - 나카가와 히사사다(中川久貞) |